# Lina Bejjani
Lina Bejjani (ur. 29 sierpnia 1984) – libańska sprinterka, uczestniczka Letnich Igrzysk Olimpijskich 2000.

## Osiągnięcia
| Rok  | Miejsce | Konkurencja   | Czas [s] |
| ---- | ------- | ------------- | -------- |
| 2000 | 7.      | Bieg na 100 m | 12,98    |